# Massaker im Mond
Massaker im Mond ist der Titel des ersten Romans von Jürg Federspiel. Er erschien erstmals 1963 im Piper Verlag.

## Inhalt
Der Roman spielt in den 1950er-Jahren in einer Schweizer Kleinstadt und ist aus der Perspektive eines Architekturstudenten geschrieben, der die Geschichte einer Anja genannten Frau rekonstruieren möchte. Bekannte des Erzählers sind Drexel, Sohn eines Ladeninhabers, Manfred Pareim und Katu. Zusammen mit ihnen fährt der Erzähler auf eine Party. Man erfährt, dass Anja mit Balmont verheiratet ist, der sie nach Kriegsende in Berlin kennengelernt hat. Die Handlung des Romans erstreckt sich vom Sommer bis zum Frühling des nächsten Jahres, dabei wird der Einfluss der Jahreszeiten auf die Stimmung der Protagonisten detailliert geschildert.

## Rezeption
Die Literaturwissenschaftlerin Ingeborg Quaas bemerkt: "Seinen bisher einzigen Roman, in dem [Federspiel] den brutalen Egoismus des Bürgers zur Zeit des industriellen Aufschwungs in der Schweiz der fünfziger Jahre attackiert, nennt er "Massaker im Mond" (1963), weil "mir meine Landsleute als Mondbewohner vorkamen... Menschen, die unter der Geschichte nicht mehr gelitten hatten und die Leiden für einen psychischen Luxus oder ein Ausländerproblem hielten". Dieses Buch wurde im Gegensatz zu den beiden Erzählungsbänden [...] in der Schweiz kaum zur Kenntnis genommen. Der Autor erklärt diesen "Misserfolg": "Das Buch kam in der Schweiz vor allem deshalb nicht an, weil es zu realistisch war. 'Massaker im Mond' ist häßlich und böse."

### Ausgaben
- Jürg Federspiel: Massaker im Mond. Piper, München 1963 (Erstausgabe)